# Danh sách tập truyện Doraemon

Bìa truyện Doraemon tập 1 phát hành tại Nhật Bản bởi Shogakukan.

Manga Doraemon (ドラえもん) ban đầu được họa Fujiko F. Fujio sáng tác, đăng tải trên sáu tạp san khác nhau của nhà xuất bản Shogakukan từ tháng 12 năm 1969. Về sau các chương truyện được Shogakukan tổng hợp dưới dạng tankōbon. Nội dung truyện kể về con cháu nhiều đời sau của nhà Nobi đã gửi chú mèo robot Doraemon về quá khứ giúp đỡ tổ tiên mình là Nobita hậu đậu gặp nhiều trắc trở khiến con cháu khổ sở. Với mong muốn khi quá khứ thay đổi thì tương lai cũng sẽ được cải thiện. Mỗi chương truyện thường bắt đầu với việc Nobita gặp một rắc rối gì đó và Doraemon đưa bảo bối ra giúp. Tuy nhiên không phải lúc nào cũng suôn sẻ bởi Nobita thường sử dụng quá đà khiến cậu còn gặp rắc rối lớn hơn trước. Thỉnh thoảng, các bảo bối bị bạn bè của cậu lấy trộm sử dụng không đúng mục đích và cuối truyện thường kết lại hậu quả từ việc làm trên.
Sau thành công của bộ truyện, Doraemon được chuyển thành các anime truyền hình và phim chủ đề. Ở phiên bản truyền hình, tác phẩm ba lần được chuyển thể thành anime. Lần đầu vào năm 1973 tuy nhiên không thành công nên chỉ dừng lại ở con số 52 tập mãi cho đến năm 1979 tiếp tục được tái sản xuất với 1787 tập ra đời từ tháng 4 năm 1979 đến tháng 3 2005 và từ tháng 4 năm 2005 đến nay có hơn 1400 tập đã ra mắt. Xê-ri đầu phát sóng trên Nippon TV còn hai xê-ri về sau phát trên TV Asahi. Ở phiên bản điện ảnh, có 43 phim chủ đề ra mắt kể từ năm 1980. Năm 2014, nhân kỉ niệm 80 năm ngày sinh họa sĩ Fujiko bộ phim Doraemon 3D đầu tiên đã được ra mắt và gặt hái nhiều thành công.
Shogakukan đã tổng hợp 821 chương truyện đóng gói trong 45 tankōbon. Tankōbon đầu tiên ra mắt vào ngày 31 tháng 7 năm 1974 và tankōbon thứ bốn mươi lăm phát hành ngày 26 tháng 4 năm 1994. Năm 2005, Shogakukan đã phát hành chuỗi 5 tập manga với tên Doraemon Plus với những câu chuyện không có trong 45 tập xuất bản gốc. Tập thứ 6 của Doraemon Plus cũng được Shogakukan phát hành vào tháng 12 năm 2014 như là một phần của kỉ niệm 80 năm ngày sinh của cố họa sĩ Fujiko. Ngày 27 tháng 11 năm 2019, Shogakukan cho ra mắt tankōbon của Doraemon mang số hiệu 0 nhằm kỉ niệm 50 năm bộ truyện ra đời.
Cả ba loại hình manga, anime và phim chủ đề Doraemon đều được phát hành tại Việt Nam, đầu tiên là thông qua phiên bản truyện tranh của Nhà xuất bản Kim Đồng. Các tập truyện được phát hành lần đầu từ năm 1992 đến 1995 tuy nhiên không bản quyền. Đến năm 1996, Nhà xuất bản Kim Đồng ký kết hợp đồng với Shogakukan xuất bản chính thức bộ truyện có bản quyền dưới tựa Đôrêmon và tên các nhân vật được Việt hóa một phần. Từ tháng 5 năm 2010, bộ truyện được tái phát hành với tên mới Doraemon theo đúng nguyên tác.

## Danh sách
| - 01. Người bạn đến từ tương lai (未来の国からはるばると Mirai no Kuni Kara Harubaruto) - 02. Lời tiên tri của Doraemon (ドラえもんの大予言 Doraemon no Daiyogen) - 03. Bánh quy biến hình (変身ビスケット Henshin Bisuketto) - 04. Chiến dịch do thám tuyệt mật (秘（丸囲み）スパイ大作戦) - 05. Ống sáo ngược đời (コベアベ Kobeabe) - 06. Cuộc chiến đồ cổ (古道具きょう争) - 07. Cào cào liến thoắng (ペコペコバッタ Peko Peko Batta) - 08. Cố lên, cụ cố! (ご先祖さまがんばれ Gosenzo-sama Ganbare) - 09. Đi săn bóng (かげがり Kagegari) - 10. Thỏi son nịnh hót (おせじ口べに Oseji Kurabeni) - 11. Điểm 100 duy nhất trong đời (一生に一度は百点を Ishō ni Ichido wa Hyakuten o) - 12. Chiến thuật cầu hôn (プロポーズ大作戦 Puropōzu Taisakusen) - 13. Ai với ai, làm gì, ở đâu (◯◯が××と△△する) - 14. Bỏng vì tuyết (雪でアッチッチ Yuki de Acchicchi) - 15. Con ma khói (ランプのけむりオバケ Ranpu no Kemuri Obake) - 16. Chạy mau, ngựa tre! (走れ！ ウマタケ Hashire! Umatake) |

| - 01. (017) Bánh mì giúp trí nhớ (テストにアンキパン Tesuto ni Ankipon) - 02. (018) Bị robot "yêu" (ロボ子が愛してる Roboko ga Aishiteru) - 03. (019) Đèn kinh dị (怪談ランプ Kaidan Ranpu) - 04. (020) Chuông giấc mơ (ゆめふうりん Yume Fuurin) - 05. (021) Ngày tớ chào đời (ぼくの生まれた日 Boku no Umareta Hi) - 06. (022) Taro trung thực (正直太郎 Shoujiku Tarou) - 07. (023) Áo choàng lông chim của Shizuka (しずちゃんのはごろも Shizuka chan no Hagoromo) - 08. (024) Gương dối trá (うそつきかがみ Usotsuki Kagami) - 09. (025) Khăn trùm thời gian (タイムふろしき Taimu Furoshiki) - 10. (026) Đồ nghề bói đâu trúng đó (かならず当たる手相セット Kanarazu Ataru Tesou Setto) - 11. (027) Gia đình sói (オオカミ一家 Ookami Ikke) - 12. (028) Huy hiệu N-S (Ｎ・Ｓワッペン NS Wappen) - 13. (029) Chúng tớ làm tàu điện ngầm (地下鉄をつくっちゃえ Chikatetsu o Tsukucchae) - 14. (030) Cánh đồng cơ động (タタミのたんぼ Tatami no Tanba) - 15. (031) Ai muốn bị cảm nào? (このかぜうつします Kono Kaze Utsushimasu) - 16. (032) Bão tuyết trong phòng (勉強べやの大なだれ Benkyou no Dainadare) - 17. (033 Thợ săn khủng long (恐竜ハンター Kyouryuu hantaa) - 18. (034) Hồi âm từ lá thư chưa gửi (出さない手紙の返事をもらう方法 Dasanai Tegami no Henji o Morau Houhou) |

| - 01. (035) Hiệp sĩ sư tử lâm nguy (あやうし！ ライオン仮面 Ayaushi! Raion Kamen) - 02. (036) Lịch đổi ngày (日づけ変更カレンダー) - 03. (037) Đổi mẹ cho nhau (ママをとりかえっこ Mama o Torikaekko) - 04. (038) Bộ đồ nghề Sherlock Holmes (シャーロック・ホームズセット) - 05. (039) Đồng hồ kế hoạch (スケジュールどけい) - 06. (040) Máy nói dối (うそつ機 Usotsu Ki) - 07. (041) Siêu nhân (スーパーダン Suupaa Dan) - 08. (042) 1024 lần tiền thưởng (ボーナス１０２４倍 Boonasu 1024 Bai) - 09. (043) Thiên sứ dẫn đường (ミチビキエンゼル Michibiki Enjeru) - 10. (044) Bút chì y như đúc (そっくりクレヨン Sokkuri Kureyon) - 11. (045) Máy ảnh tạo mốt (きせかえカメラ Kisakae Kamera) - 16. (046) Yêu! Yêu! Yêu! (ああ、好き、好き、好き！ Aa, Suki,Suki, Suki) - 17. (047) Nobita Land - Thành phố trong mơ (ゆめの町、ノビタランド Yume no Machi, Nobitarando) - 18. (048) Thuốc viên như ý (ソウナルじょう Sounarujou) - 19. (049) Tớ làm gia sư cho tớ (ぼくを、ぼくの先生に Boku o, Boku wa Sensei ni) - 20. (050) Cô gái giống hoa bách hợp (白ゆりのような女の子 Shiroyuri no Youna Onna no ko) - 21. (051) Huy hiệu cổ tích (おはなしバッジ Ohanashi Bajji) - 22. (052) Pero! Hãy hồi sinh! (ペロ！ 生きかえって Pero! Ikikaette) |

| - 01. (053) Máy ảnh ma thuật (のろいのカメラ Noroi no Kamera) - 02. (054) Nói gì đúng nấy (ソノウソホント} Sono Uso Honto) - 03. (055) Đạo quân đồ chơi (おもちゃの兵隊 Omocha no Heitai) - 04. (056) Đũa ngược đời (アベコンベ Abekonbe) - 05. (057) Chuyến đi bộ qua biển (海底ハイキング Kaitei Haikingu) - 06. (058) Tiếng dế dưới ánh trăng (月の光と虫の声 Tsuki no Hikari to Mushi no Koe) - 07. (059) Chân dung vị khách (お客の顔を組み立てよう Okyaku no Kao o Kumitateyou) - 08. (060) Không tiết kiệm mà vẫn được tiêu tiền (してない貯金を使う法 Shitenai Chokin o Tsukau-hō) - 09. (061) Viên cảm tình (友情カプセル Yūjō Kapuseru) - 10. (062) Thế giới ngập lụt (世界沈没 Sekai Chinbotsu) - 11. (063) Kính viễn vọng xuyên thấu (スケスケ望遠鏡 Sukesuke Bōenkyō) - 12. (064) Giai điệu hơi ga (メロディーガス Merodeī Gasu) - 13. (065) Kho báu bí mật của Nobizaemon (のび左エ門の秘宝 Nobizaemon no Hihō) - 14. (066) Quái nhân từ thế giới tương lai (未来世界の怪人 Mirai Sekai no Kaijin)) - 15. (067) Ấm nước ghi âm (ヤカンレコーダー Yakan Rekōdā) - 16. (068) Mũ đá cuội (石ころぼうし Ishikoro Bōshi) - 17. (069) Súng may mắn (ラッキーガン Rakkī Gan) - 18. (070) Kỉ niệm về bà (おばあちゃんのおもいで Obā-chan no Omoide) |

| - 01. (071) Chậm, nhanh - nhanh, chậm (のろのろ、じたばた) - 02. (072) Sơn trọng lực (重力ペンキ) - 03. (073) Cách tạo ra Trái Đất (地球製造法) - 04. (074) Nobita trong gương (かがみの中ののび太) - 05. (075) Búa đãng trí (わすれとんかち) - 06. (076) Ống tiền phạt (ばっ金箱) - 07. (077) Doraemon, Doraemon và... Doraemon! (ドラえもんだらけ) - 08. (078) Xe đạp không gian 4 chiều (四次元サイクリング) - 09. (079) Khám phá đất nước dưới lòng đất (地底の国探検) - 10. (080) Áo choàng A lê hấp (ひらりマント) - 11. (081) Sản xuất huy hiệu (バッジを作ろう) - 12. (082) Bể bơi nhà tớ là Thái Bình Dương (うちのプールは太平洋) - 13. (083) Hơi gas phát triển (つづきスプレー) - 14. (084) Gối "Thực, mơ – mơ, thực" (うつつまくら) - 15. (085) Nobita – Võ sĩ đai đen (黒おびのび太) - 16. (086) Trúng số độc đắc (宝くじ大当たり) - 17. (087) Điện thoại "Thẳng đến đích" (おしかけ電話) - 18. (088) Chú Nobiro và con voi Hanao (ぞうとおじさん) |

| - 01. (089) Vua của thế giới ban đêm! (夜の世界の王さまだ！) - 02. (090) Virus đua đòi (流行性ネコシャクシビールス) - 03. (091) Du lịch suối nước nóng (温泉旅行) - 04. (092) Sân trượt tuyết trong hộp (はこ庭スキー場) - 05. (093) Từ điển vật thật (ほんもの図鑑) - 06. (094) Bức tranh 6 triệu yên (この絵600万円) - 07. (095) Lồng đèn cá chép (こいのぼり) - 08. (096) Kẹo cao su thế mạng (ダイリガム) - 09. (097) Đại bác bất cứ đâu (どこでも大ほう) - 10. (098) Cô bé đi giày đỏ (赤いくつの女の子) - 11. (099) Chiếc mũ thiện xạ (エースキャップ) - 12. (100) Nobita phiêu lưu kí (のび太漂流記) - 13. (101) Đi chơi biển bằng tàu ngầm (せん水艦で海へ行こう) - 14. (102) Quái vật hồ Loch Ness (ネッシーがくる) - 15. (103) Em bé bão (台風のフー子) - 16. (104) Thuốc thay đổi tính nết (ジキルハイド) - 17. (105) Cô dâu của Nobita (のび太のおよめさん) - 18. (106) Tạm biệt Doraemon (さようなら、ドラえもん) - Phụ lục: Từ điển bách khoa Doraemon (ドラえもん百科) |

| - 01. (107) Doraemon trở về (帰ってきたドラえもん) - 02. (108) Robot người lùn (小人ロボット)) - 03. (109) Đánh bại đội Jaians (ジャイアンズをぶっとばせ) - 04. (110) Cá bay trên trời (空とぶさかな) - 05. (111) Yêu ơi là yêu (好きでたまらニャい) - 06. (112) Ảnh kỷ niệm những chuyến du lịch (行かない旅行の記念写真) - 07. (113) Nhẫn kim cương của mẹ (ママのダイヤを盗み出せ) - 08. (114) Đồng hồ báo nguy (さいなんにかこまれた話) - 09. (115) Chuột và bom (ネズミとばくだん) - 10. (116) Mua hàng từ thế giới tương lai (未来からの買いもの) - 11. (117) Ông vua của thời đồ đá (石器時代の王さまに) - 12. (118) Hơi gas sửa thói hư tật xấu (くせなおしガス) - 13. (119) Máy hòa nhập (ウルトラミキサー) - 14. (120) Chiếc mũ siêu nhiên (エスパーぼうし) - 15. (121) Người máy kiểm tra (テスト・ロボット) - 16. (122) Bộ đồ hồ ly (タヌ機) - 17. (123) Ai thuê tay không nào? (ねこの手もかりたい) - 18. (124) Sợi dây nhạc (ピーヒョロロープ) - 19. (125) Chuyện kỳ lạ ở ngôi làng trên núi (山おく村の怪事件) |

| - 01. (126) Khăn lau chậm phản xạ (ゆっくり反射ぞうきん) - 02. (127) Bật lửa diễn kịch (ライター芝居) - 03. (128) Đồng hồ điên khùng (マッド・ウオッチ) - 04. (129) Biểu đồ không nói dối (グラフはうそつかない) - 05. (130) Nhai kẹo để thành ca sĩ (キャンデーなめて歌手になろう) - 06. (131) Máy sản xuất con người (人間製造機) - 07. (132) Kim cương bất hạnh (悪運ダイヤ) - 08. (133) Hãy cười lên! (わらってくらそう) - 09. (134) Thuốc nhỏ mắt tàng hình (とう明人間目ぐすり) - 10. (135) Muốn ghết cũng không ghét nổi! (ニクメナイン) - 11. (136) Cây búa thần kỳ (うちでの小づち) - 12. (137) Những con ong cần mẫn (カネバチはよく働く) - 13. (138) Tàu hỏa sức người (人間機関車) - 14. (139) Máy chiếu tia tiến hóa - thoái hóa (進化退化放射線源) - 15. (140) Chú bé bán diêm Doraemon (マッチ売りのドラえもん) - 16. (141) Camera ưa ngoại hình (めんくいカメラ) - 17. (142) Máy tái hiện ký ức (見たままスコープ) - 18. (143) Thuốc nữ-nam, nam-nữ (オトコンナを飲めば？) - 19. (144) Tẩy mặt trống trơn (消しゴムでノッペラボウ) - 20. (145) Tớ là Mari (ぼく、マリちゃんだよ) - 21. (146) Khi robot khen... (ロボットがほめれば…) - 22. (147) Đậu tương gian khổ (くろうみそ) |

| - 01. (148) Những lời cảm động (ジ～ンと感動する話) - 02. (149) Tìm thấy Tsuchinoko! (ツチノコ見つけた！) - 03. (150) Tiệc năm mới trong bức tranh tường (かべ紙の中で新年会) - 04. (151) Bộ sưu tập nút chai (王かんコレクション) - 05. (152) Chiếc vòng xuyên thấu (通りぬけフープ) - 06. (153) Đi chơi thôi! (アソボウ) - 07. (154) Máy điều khiển con người (人間あやつり機) - 08. (155) Cỏ lãng quên (わすれろ草) - 09. (156) Viên kẹo biết ơn (ウラシマキャンデー（ドラミちゃん）) - 10. (157) Đảo không người (無人島の作り方) - 11. (158) Bản đồ chuyển nhà (ひっこし地図) - 12. (159) Kính lúp đo tâm trạng (ごきげんメーター) - 13. (160) Thế giới dối lừa (世の中うそだらけ) - 14. (161) Nobita – Nobita (のび太ののび太) - 15. (162) Huy hiệu lần theo dấu vết (トレーサーバッジ) - 16. (163) Ngôi nhà ốc sên thật thoải mái (デンデンハウスは気楽だな) - 17. (164) Điện thoại ma (電話のおばけ) - 18. (165) Tớ, chú bé sinh ra từ quả đào (ぼく、桃太郎のなんなのさ) - 1. Bí ẩn bức ảnh thời gian (時間写真のなぞ) - 2. Bí ẩn người khách nước ngoài (へんな外人のなぞ) - 3. Chú bé sinh ra từ quả đào (桃から生まれた○○○) |

| - 01. (166) Kẹo trễ nải (おそだアメ) - 02. (167) Máy cắt người (人間切断機) - 03. (168) Cây chung cư (アパートの木) - 04. (169) Đồ nhắm Yoro (ようろうおつまみ) - 05. (170) Thuốc nhỏ mắt "không thấy ai" (見えなくなる目ぐすり) - 06. (171) Nhật ký mọi lúc mọi nơi (いつでも日記) - 07. (172) Phụ chương 100 năm sau (百年後のフロク) - 08. (173) Ai mua bóng tối không? (夜を売ります) - 09. (174) Máy ảnh tia XYZ (ＸＹＺ線カメラ) - 10. (175) Người ngoài hành tinh... dỏm (ニセ宇宙人) - 11. (176) Hộp thời tiết (お天気ボックス) - 12. (177) Nước tắm "Có mà không - Không mà có" (いないいないシャワー) - 13. (178) Bài học cho kẻ nói dối (ハリ千本ノマス) - 14. (179) Trò chơi búp bê (人形あそび) - 15. (180) "Phù phép" ra em trai (弟をつくろう) - 16. (181) Thuốc viên "trốn chạy kiểu động vật" (動物がたにげだしじょう) - 17. (182) Chui vào dạ dày (たとえ胃の中、水の中) - 18. (183) Ngôi sao ước muốn (ねがい星) - 19. (184) Người điều khiển từ xa (人間ラジコン) - 20. (185) Đồng hồ tốc độ (スピードどけい) - 21. (186) Chú khủng long của Nobita (のび太の恐竜) |

| - 01. (187) Tủ điện thoại "nếu như" (もしもボックス) - 02. (188) Robot giấy (ロボットペーパー) - 03. (189) Đuổi khéo vị khách khó ưa (いやなお客の帰し方) - 04. (190) Đi dạo trên mây (雲の中の散歩) - 05. (191) Hộp kem người sói (おおかみ男クリーム) - 06. (192) Vặn dây cót tăng tốc (ネジまいてハッスル！) - 07. (193) Thanh gươm võ sĩ đạo (名刀〔電光丸〕) - 08. (194) Máy tập huấn ứng phó tai ương (さいなんくんれん機) - 09. (195) Kẹo cao su chia sẻ (おすそわけガム) - 10. (196) Chiếc kính thôi miên (さいみんグラス) - 11. (197) Thành lập đài truyền hình (テレビ局をはじめたよ（ドラミちゃん）) - 12. (198) Chiến thuật chữ Y (Ｙロウ作戦) - 13. (199) Ăngten dự báo (あらかじめアンテナ) - 14. (200) Ví lấy đồ (とりよせバック) - 15. (201) Hoán đổi bộ phận cơ thể (からだの部品とりかえっこ) - 16. (202) Máy bán hàng xuyên thời gian (自動販売タイムマシン) - 17. (203) Phát hiện khảo cổ vĩ đại (化石大発見！) - 18. (204) Bạn tri kỷ của Jaian (ジャイアンの心の友) - Đại từ điển Doraemon (ドラえもん大事典) |

| - 01. (205) Tên lửa truy đuổi (ミサイルが追ってくる)) - 02. (206) Bói lưỡi chỉ có trúng! (ベロ相うらない大当たり！) - 03. (207) Đề can đáy lòng (ウラオモテックス) - 04. (208) Chim đãng trí (わすれ鳥) - 05. (209) Côn trùng linh cảm (よかん虫) - 06. (210) Đại chiến trên không (大空中戦) - 07. (211) Bánh bao "chủ nào tớ nấy" (ペットそっくりまんじゅう) - 08. (212) Vị thần của chính nghĩa (正義のみかたセルフ仮面) - 09. (213) Làm quen với sấm sét (カミナリになれよう) - 10. (214) Bảng điều chỉnh thời tiết (天気決定表) - 11. (215) Con ma sấy khô (ゆうれいの干物) - 12. (216) Phấn tập bơi (ドンブラ粉) - 13. (217) Gã khổng lồ xuất hiện (大男がでたぞ) - 14. (218) Chiếc ô tình cảm (あいあいパラソル) - 15. (219) Hồ câu trong phòng (勉強べやの釣り堀) - 16. (220) Cuộc thi vua bắn súng (けん銃王コンテスト) - 17. (221) Dây cương vạn năng (はいどうたづな) - 18. (222) Âm thanh đông cứng (声のかたまり) - 19. (223) Máy chụp ảnh quá khứ (おくれカメラ) - 20. (224) Chuyển nhà tới lâu đài ma (ゆうれい城へ引っこし) |

| - 01. (225) (tên cũ: "Áo khoác thám hiểm") (オーバーオーバー) - 02. (226) (tên cũ: "Cái ống nhòm kì lạ") (手にとり望遠鏡) - 03. (227) (tên cũ: "Ẩn mình bám chặt") (いただき小ばん) - 04. (228) (tên cũ: "Những kẻ chê tiền") (お金のいらない世界) - 05. (229) (tên cũ: "Luồng điện mê hoặc") (ちく電スーツ) - 06. (230) (tên cũ: "Vua đầu bếp") (ジャイアンシチュー) - 07. (231) (tên cũ: "Mũi tên trúng đích") (弓やで学校へ) - 08. (232) (tên cũ: "Đầu này thân nọ") (合体ノリ) - 09. (233) (tên cũ: "Cọng rơm may mắn") (チョージャワラシベ) - 10. (234) (tên cũ: "Trò chơi đi tìm kho báu") (宝さがしごっこセット) - 11. (235) (tên cũ: "Găng tay điều khiển từ xa") (マジックハンド) - 12. (236) (tên cũ: "Cuộc thám hiểm vũ trụ") (ロケットそうじゅうくんれん機) - 13. (237) (tên cũ: "Tên khủng bố") (ころばし屋) - 14. (238) (tên cũ: "Đèn pin "trở về thời nguyên thủy"") (もどりライト) - 15. (239) (tên cũ: "Máy "gỡ rối tình thế"") (七時に何かがおこる) - 16. (240) (tên cũ: "Nam châm dịch chuyển tức thời") (盗塁王をめざせ) - 17. (241) (tên cũ: "Hộ chiếu quỷ Sa tăng") (悪魔のパスポート) - 18. (242) (tên cũ: "Không ai tốt bằng mẹ") (タマシイム・マシン) - 19. (243) (tên cũ: "Lửng lơ, lơ lửng") (風神さわぎ) - 20. (244) (tên cũ: "Bản phôtô nổi tiếng") (立体コピー) - 21. (245) (tên cũ: "Xin chào người Sao Hỏa") (ハロー宇宙人) |

| - 01. (246) (tên cũ: "Hu hu... Tớ lạc đường rồi!") (家がだんだん遠くなる) - 02. (247) (tên cũ: "Đèn pin lột da") (からだの皮をはぐ話) - 03. (248) (tên cũ: "Quảng cáo qua gương") (かがみでコマーシャル) - 04. (249) (tên cũ: "Dàn nhạc diễn cảm") (ムードもりあげ楽団登場！) - 05. (250) (tên cũ: "Dây chuyền gọi về") (ヨンダラ首わ) - 06. (251) (tên cũ: "Micrô phá đám") (念録マイク) - 07. (252) (tên cũ: "Cây bút hết mực") (ないしょペン) - 08. (253) (tên cũ: "Tổ sư nói dóc") (ホラふき御先祖) - 09. (254) (tên cũ: "Gậy ông đập lưng ông") (台風発生機) - 10. (255) (tên cũ: "Một mình trên hoang đảo") (無人島へ家出) - 11. (256) (tên cũ: "Bài tập lái ô tô") (ミニカー教習所) - 12. (257) (tên cũ: "Ngày "Quốc tế những người làm biếng"") (ぐうたらの日) - 13. (258) (tên cũ: "Tai nạn bất ngờ") (ボールに乗って) - 14. (259) (tên cũ: "Mimi đáng yêu") (すてきなミイちゃん) - 15. (260) (tên cũ: "Chiếc vòng kim cô") (悪の道を進め！) - 16. (261) (tên cũ: "Ngôi nhà bắt trộm") (人食いハウス) - 17. (262) (tên cũ: "Tòa nhà bí ẩn") (宇宙人の家？) - 18. (263) (tên cũ: "Bể bơi trên mây") (雲の中のプール) - 19. (264) (tên cũ: "Trận thủy chiến") (ラジコン大海戦) - 20. (265) (tên cũ: "Ông nội trong giấc mơ") (夢まくらのおじいさん) |

| - 01. (266) (tên cũ: "Chiêm bao trên truyền hình") (ゆめのチャンネル) - 02. (267) (tên cũ: "Công ty diệt chuột") (ネコが会社を作ったよ) - 03. (268) (tên cũ: "Kho báu trời cho") (珍加羅峠の宝物) - 04. (269) (tên cũ: "Cửa buồng đặc biệt") (ナイヘヤドア) - 05. (270) (tên cũ: "Dây hoán đổi hình dạng") (入れかえロープ) - 06. (271) (tên cũ: "Bức thư tai họa") (不幸の手紙同好会) - 07. (272) (tên cũ: "Tấm vé ưu tiên") (オールマイティーパス) - 08. (273) (tên cũ: "Lỗi tại ai?") (タイムマシンで犯人を) - 09. (274) (tên cũ: "Ống kính quay lén") (こっそりカメラ) - 10. (275) (tên cũ: "Đường tàu tránh tai nạn") (ふみきりセット) - 11. (276) (tên cũ: "Thần đồng Nôbita") (人生やりなおし機) - 12. (277) (tên cũ: "Phù hiệu cấp hàm") (階級ワッペン) - 13. (278) (tên cũ: "Công tắc độc tài") (どくさいスイッチ) - 14. (279) (tên cũ: "Súng vẽ từ xa") (らくがきじゅう) - 15. (280) (tên cũ: "Những kẻ thích cười") (表情コントローラー) - 16. (281) (tên cũ: "Máy hút tiếng động") (騒音公害をカンヅメにしちゃえ) - 17. (282) (tên cũ: "Hộp yêu cầu") (ポータブル国会) - 18. (283) (tên cũ: "Nghệ thuật chơi dây") (あやとり世界) |

| - 01. (284) (tên cũ: "Thế giới không có tiếng động") (音のない世界) - 02. (285) (tên cũ: "Hộp lưu trữ thời gian") (時間貯金箱) - 03. (286) (tên cũ: "Biển báo thời tiết") (オールシーズンバッジ) - 04. (287) (tên cũ: "Ông bố Nôbita") (りっぱなパパになるぞ！) - 05. (288) (tên cũ: "Con chẳng lấy tiền đâu") (お金なんか大きらい！) - 06. (289) (tên cũ: "Đèn pin tân trang") (デラックスライト) - 07. (290) (tên cũ: "Mũ tạo giấc mơ") (立ちユメぼう) - 08. (291) (tên cũ: "Túi không đáy") (四次元ポケット) - 09. (292) (tên cũ: "Sợi dây có phép") (ナゲーなげなわ) - 10. (293) (tên cũ: "Chiếc gậy răn đe") (びっくり箱ステッキ) - 11. (294) (tên cũ: "Lá cây tưởng tượng") (ドロン葉) - 12. (295) (tên cũ: "Bình hơi phản ứng") (モノモース) - 13. (296) (tên cũ: "Bộ giáp tia hồng ngoại") (ウルトラよろい) - 14. (297) (tên cũ: "Nhà soạn nhạc tài ba") (シンガーソングライター) - 15. (298) (tên cũ: "Mũ thu nhỏ người") (いっすんぼうし) - 16. (299) (tên cũ: "Máy thay đổi phong cảnh") (サハラ砂漠で勉強はできない) - 17. (300) (tên cũ: "Điều khiển đám mây") (雲ざいくで遊ぼう) - 18. (301) (tên cũ: "Nhật ký dự định") (あらかじめ日記はおそろしい) - 19. (302) (tên cũ: "Bố cũng biết làm nũng") (パパもあまえんぼ) - 20. (303) (tên cũ: "Tác dăng, chúa tể rừng xanh") (宇宙ターザン) |

| - 01. (304) "Nhân đôi số lượng" (バイバイン) - 02. (305) "Sách ghép hình" (紙工作が大あばれ) - 03. (306) "Tuần báo Nôbita" (週刊のび太) - 04. (307) "Cổ đại phiêu lưu ký" (大むかし漂流記) - 05. (308) "Quần ép luyện thể lực" (ムリヤリトレパン) - 06. (309) "Chơi trên trời rất nguy hiểm" (空であそんじゃあぶないよ) - 07. (310) "Găng tay đụng chạm" (タッチ手ぶくろ) - 08. (311) "Hành tinh ngược đời" (あべこべ惑星) - 09. (312) "Máy chèn diễn viên chính") (主役はめこみ機) - 10. (313) "Chuyển nhà, chuyển nhà" (あちこちひっこそう) - 11. (314) "Bình xịt dọn dẹp" (かたづけラッカー) - 12. (315) "Vệ tinh mini" (自家用衛星) - 13. (316) "Ngôi nhà biến thành robot" (家がロボットになった) - 14. (317) "Máy gặp gỡ thực thể chưa xác định" (未知とのそうぐう機) - 15. (318) "Máy phát sóng kinh dị") (狂音波発振機（→驚音波発振機）) - 16. (319) "Bánh rán, xem phim. Tất cả đã được đặt chỗ" (ドラやき・映画・予約ずみ) - 17. (320) "Moa ơi, Dodo ơi! Tồn tại mãi nhé!" (モアよドードーよ、永遠に) |

| - 01. (321) (tên cũ: "Rạp chiếu bóng mini") (のび太の部屋でロードショー) - 02. (322) (tên cũ: "Trò chơi bum-mê-răng") (スリルブーメラン) - 03. (323) (tên cũ: "Cây thiên vị") (ひい木) - 04. (324) (tên cũ: "Vệ tinh do thám") (スパイ衛星でさぐれ) - 05. (325) (tên cũ: "Bể bơi trong nhà") (ルームスイマー) - 06. (326) (tên cũ: "Biệt thự trong băng") (大氷山の小さな家) - 07. (327) (tên cũ: "Chạy bộ đến Ha-oai") (のび太が九州まで走った！！) - 08. (328) (tên cũ: "Hạt dẻ ngoại cảm") (テレパしい) - 09. (329) (tên cũ: "Loa thay đổi chức năng") (ドライブはそうじ機に乗って) - 10. (330) (tên cũ: "Cửa hiệu cầm đồ") (自動質屋機) - 11. (331) (tên cũ: "Lạc vào mê cung") (ホームメイロ) - 12. (332) (tên cũ: "Mũ tưởng tượng") (実感帽) - 13. (333) (tên cũ: "Hành tinh hạnh phúc") (しあわせのお星さま) - 14. (334) (tên cũ: "Bài học thời thơ ấu") (あの日あの時あのダルマ) - 15. (335) (tên cũ: "Bánh "thần phục"") (コーモンじょう) - 16. (336) (tên cũ: "Số đào hoa") (ガールフレンドカタログ) - 17. (337) (tên cũ: "Tỷ phú Nôbita") (お金がわいて出た話) - 18. (338) (tên cũ: "Những người khó ngủ") (ねむれぬ夜に砂男) - 19. (339) (tên cũ: "100 lần bị tra tấn") (百苦タイマー) - 20. (340) (tên cũ: "Bông hoa biết nói") (タンポポ空を行く) |

| - 01. (341) (tên cũ: "Thể thao là vị thuốc thần") (アスレチック・ハウス) - 02. (342) (tên cũ: "Máy đuổi người") (人よけジャイロ) - 03. (343) (tên cũ: "Thợ lặn siêu đẳng") (海に入らず海底を散歩する方法) - 04. (344) (tên cũ: "Chiến tranh vũ trụ dưới mái nhà") (天井うらの宇宙戦争) - 05. (345) (tên cũ: "Nàng tiên cá") (しあわせな人魚姫) - 06. (346) (tên cũ: "Đồ vật nổi loạn") (ロボッターの反乱) - 07. (347) (tên cũ: "Người bạn tri âm") (カップルテストバッジ) - 08. (348) (tên cũ: "Con sâu đào đất") (のび太の秘密トンネル) - 09. (349) (tên cũ: "Chiếc hộp vạn năng") (オコノミボックス) - 10. (350) (tên cũ: "Những cái ô rắc rối") (おかしなおかしなかさ) - 11. (351) (tên cũ: "Chiếc hộp thần bí") (パンドラのお化け) - 12. (352) (tên cũ: "Hãy quý những gì mình đang có") (ありがたみわかり機) - 13. (353) (tên cũ: "Điện thoại đặt hàng") (出前電話) - 14. (354) (tên cũ: "Camera theo dõi bóng người") (影とりプロジェクター) - 15. (355) (tên cũ: "Đố vui có thưởng") (クイズは地球をめぐる) - 16. (356) (tên cũ: "Viên côn trùng") (無敵コンチュー丹) - 17. (357) (tên cũ: "Ống khói của ông già Nôen") (サンタえんとつ) - 18. (358) (tên cũ: "Nào cùng chơi trượt tuyết") (大雪山がやってきた) - 19. (359) (tên cũ: "Máy biến đỏi khung cửa") (あの窓にさようなら) |

| - 01. (360) (tên cũ: "Căn cứ bí mật") (設計紙で秘密基地を！) - 02. (361) (tên cũ: "Búp bê may mắn") (ふくびんコンビ) - 03. (362) (tên cũ: "Máy khám bệnh đa khoa") (お医者さんカバン) - 04. (363) (tên cũ: "Thuốc viên "nhân ái"") (ぼくをタスケロン) - 05. (364) (tên cũ: "Vụ kinh doanh bất thành") (へやの中の大自然) - 06. (365) (tên cũ: "Rắn hóa đá") (ゴルゴンの首) - 07. (366) (tên cũ: "Nỗi oan của Xêkô") (実物立体日光写真) - 08. (367) (tên cũ: "Xin mời thăm Sao Thổ") (天の川鉄道の夜) - 09. (368) (tên cũ: "Cánh cửa đường tắt") (プッシュドア) - 10. (369) (tên cũ: "Máy ảnh giữ đồ") (チッポケット二次元カメラ) - 11. (370) (tên cũ: "Súng gây mơ") (ツモリガン) - 12. (371) (tên cũ: "Kẹo ngậm lấy hên") (アヤカリンで幸運を) - 12. (372) (tên cũ: "Bánh rán khổng lồ") (へやいっぱいの大ドラやき) - 14. (373) (tên cũ: "Hãy lì xì cho tớ") (出てくる出てくるお年玉) - 15. (374) (tên cũ: "Thuốc tiêm cân bằng") (バランス注射) - 16. (375) (tên cũ: "Chuyến thám hiểm trong hộp giấy") (宇宙探検すごろく) - 17. (376) (tên cũ: "Con búp bê đi lạc") (ココロコロン) - 18. (377) (tên cũ: "Đừng khóc, anh Nôbita") (雪山のロマンス) - 19. (378) (tên cũ: "Kỹ xảo điện ảnh") (超大作特撮映画「宇宙大魔神」) |

| - 01. (379) (tên cũ: "Trượt tuyết mùa hè") (雪がなくてもスキーはできる) - 02. (380) (tên cũ: "Nhà ươm cây trứ danh") (だいこんダンスパーティー) - 03. (381) (tên cũ: "Máy bơm phát triển đất đai") (ひろびろ日本) - 04. (382) (tên cũ: "Bùa thiên như ý") (多目的おまもりは責任感が強い) - 05. (383) (tên cũ: "Cơn sốt khủng long") (恐竜が出た！？) - 06. (384) (tên cũ: "Đi thăm thành phố tương lai") (未来の町にただ一人) - 07. (385) (tên cũ: "Anh chàng kì cục") (いばり屋のび太) - 08. (386) (tên cũ: "Căn nhà lý tưởng") (ミニハウスでさわやかな夏) - 09. (387) (tên cũ: "Một mình chống lại Mafia") (行け！ ノビタマン) - 10. (388) (tên cũ: "Con dơi hút trí nhớ") (ドラキュラセット) - 11. (389) (tên cũ: "Con đường hạnh phúc") (ハッピープロムナード) - 12. (390) (tên cũ: ""Phó nhòm" hậu đậu") (念写カメラマン) - 13. (391) (tên cũ: "Mẹ ơi, mẹ đâu rồi?") (ママをたずねて三千キロじょう) - 14. (392) (tên cũ: "Ăngten bắt chước") (まねコン) - 15. (393) (tên cũ: "Đêm Nôen vui vẻ") (サンタメール) - 16. (394) (tên cũ: "Bạn thân của thần tuyết") (精霊よびだしうでわ) |

| - 01. (395) (tên cũ: "Máy chế tạo đồ chơi") (メカ・メーカー） - 02. (396) (tên cũ: "Ống kính "đảo ngược tình thế"") (カチカチカメラ） - 03. (397) (tên cũ: "Ngủ đi nào Đêkhi") (出木杉グッスリ作戦） - 04. (398) (tên cũ: "Kẹo trừng phạt") (しつけキャンディー） - 05. (399) (tên cũ: "Làm việc tốt đâu có dễ") (無事故でけがをした話） - 06. (400) (tên cũ: "Bạch tuộc gây ác cảm") (ジャイ子の恋人＝のび太） - 07. (401) (tên cũ: "Tập lái xe trên mô hình") (ラジコンシミュレーターでぶっとばせ） - 08. (402) (tên cũ: "Đừng đùa với quỷ") (デビルカード） - 09. (403) (tên cũ: "Bình xịt "tia may mắn"") (しあわせをよぶ青い鳥） - 10. (404) (tên cũ: "Đội cứu nạn cảm tử") (のび太救出決死探検隊） - 11. (405) (tên cũ: "Quái vật Yamata") (タイムマシンがなくなった！！） - 12. (406) (tên cũ: "Gương theo dõi") (うつしっぱなしミラー） - 13. (407) (tên cũ: "Viên thuốc điều khiển ý nghĩ") (オモイコミン） - 14. (408) (tên cũ: "Chim thu thuế") (税金鳥） - 15. (409) (tên cũ: "Bồn tắm giữa đường đi") (温泉ロープでいい湯だな） - 16. (410) (tên cũ: "Thành phố của chó, mèo") (のら犬「イチ」の国） |

| - 01. (411) (tên cũ: "Thầy khen em nữa đi") (本人ビデオ） - 02. (412) (tên cũ: "Bút máy viết thư") (もはん手紙ペン） - 03. (413) (tên cũ: "Sợi dây công lý") (おそるべき正義ロープ） - 04. (414) (tên cũ: ""Tiền nào của nấy"") (うちでのデパート） - 05. (415) (tên cũ: "Túi xả cơn nóng giận") (ハッピーバースデイ・ジャイアン） - 06. (416) (tên cũ: "Bớt giận đi bồ ơi!") (まあまあ棒） - 07. (417) (tên cũ: "Đại dương trong bể kính") (おざしき水族館） - 08. (418) (tên cũ: "Găng tay cổ vũ") (勝利をよぶチアガール手ぶくろ） - 09. (419) (tên cũ: "Dung dịch tạo hình") (水加工用ふりかけ） - 10. (420) (tên cũ: "Ai là thủ phạm?") (透視シールで大ピンチ） - 11. (421) (tên cũ: "Người bạn tốt") (ぼくよりダメなやつがきた） - 12. (422) (tên cũ: "Thành phố dưới hang sâu") (異説クラブメンバーズバッジ） - 13. (423) (tên cũ: "Một đêm khó ngủ") (オキテテヨカッタ） - 14. (424) (tên cũ: "Tờ giấy hộ vệ") (ぼくのまもり紙） - 15. (425) (tên cũ: "Đềcan điều chỉnh thời gian") (長い長いお正月） - 16. (426) (tên cũ: "Tên rôbôt bất trị") (大あばれ、手作り巨大ロボ） |

| - 01. (427) (tên cũ: "Tham quan bằng trực thăng") (のび太のヘリコプター） - 02. (428) (tên cũ: "Kết bạn qua thư") (虹谷ユメ子さん） - 03. (429) (tên cũ: "Máy dự báo hỏa hoạn") (火災予定報知ベル） - 04. (430) (tên cũ: "Ông quan hách dịch") (二十世紀のおとのさま） - 05. (431) (tên cũ: "Thuốc "đánh dấu chủ quyền"") (ナワバリエキス） - 06. (432) (tên cũ: "Trại nuôi bánh kẹo") (おかし牧場） - 07. (433) (tên cũ: "Đồng hồ ngưng đọng thời gian") (時間よ動けーっ！！） - 08. (434) (tên cũ: "Nhà ảo thuật số một") (忘れ物おくりとどけ機） - 09. (435) (tên cũ: "Thuốc viên giấu đồ") (しずめ玉でスッキリ） - 10. (436) (tên cũ: "Ngôi nhà bằng giấy") (おりたたみハウス） - 11. (437) (tên cũ: "Tác phẩm mới của Chaikô") (まんが家ジャイ子） - 12. (438) (tên cũ: "Những người nổi tiếng") (めだちライトで人気者） - 13. (439) (tên cũ: "Nhà sản xuất phim hoạt hình") (アニメ制作なんてわけないよ） - 14. (440) (tên cũ: "Nôbita bắt cướp") (六面カメラ） - 15. (441) (tên cũ: "Thuốc gây nghiện") (ジャイアンリサイルを楽しむ方法） - 16. (442) (tên cũ: "Nôbita - Tay súng oai hùng") (ガンファイターのび太） - 17. (443) (tên cũ: "Nỗi buồn của Đôrêmon") (ションボリ、ドラえもん） |

| - 01. (444) (tên cũ: "Nôbita, con ở đâu?") (のび太のなが～い家出） - 02. (445) (tên cũ: ""Máy in tiền" đặc biệt") (円ピツで大金持ち） - 03. (446) (tên cũ: "Cái tụi dự phòng") (四次元ポケットにスペアがあったのだ） - 04. (447) (tên cũ: "Ống phản lực") (のび太のスペースシャトル） - 05. (448) (tên cũ: "Hơi ga "tỉnh bơ"") (ヘソリンガスでしあわせに） - 06. (449) (tên cũ: "Điểm "10" rắc rối") (な、なんと！！ のび太が百点とった！！） - 07. (450) (tên cũ: "Đèn pin biến đổi chất liệu") (材質変換機） - 08. (451) (tên cũ: "Nghệ thuật làm truyện tranh") (カンヅメカンでまんがを） - 09. (452) (tên cũ: "Hương trầm hòa nhập") (なかまいりせんこう） - 10. (453) (tên cũ: "Cột ăng ten hòa bình") (平和アンテナ） - 11. (454) (tên cũ: "Đường vào vương quốc kiến") (羽アリのゆくえ） - 12. (455) (tên cũ: "Ngôi nhà siêu tốc") (ブルートレインはぼくの家） - 13. (456) (tên cũ: "8 ngày ở vương quốc đáy biển") (竜宮城の八日間） - 14. (457) (tên cũ: "Báo cũ đổi báo mới") (あしたの新聞） - 15. (458) (tên cũ: "Lời hứa của "chú rể" Nôbita") (のび太の結婚前夜） |

| - 01. (459) (tên cũ: "Cần câu thần kỳ") (テレビとりもち） - 02. (460) (tên cũ: "Cá trê gây động đất") (地震なまず） - 03. (461) (tên cũ: "Lá cờ "chân lý"") (「真実の旗印」はつねに正しい） - 04. (462) (tên cũ: "Vườn thú thế kỷ 25") (ユニコーンにのった） - 05. (463) (tên cũ: "Công viên có ma") (どんぶらガス） - 06. (464) (tên cũ: "Chuyến đi săn ốc biển") (アワビとり潜水艦出航） - 07. (465) (tên cũ: "Bom "bình đẳng"") (ビョードーばくだん） - 08. (466) (tên cũ: "Cô phù thủy Xuka") (魔女っ子しずちゃん） - 09. (467) (tên cũ: "Máy thay đổi trọng lượng") (おもかるとう） - 10. (468) (tên cũ: "Tên lính dù nhát gan") (ぼうけんパラシュート） - 11. (469) (tên cũ: "Vệ tinh truyền khí hậu") (空気中継衛星） - 12. (470) (tên cũ: "Khu rừng hạnh phúc") (森は生きている） - 13. (471) (tên cũ: "Màn hình bằng nước") (水はみていた） - 14. (472) (tên cũ: "Nôbita lên Mặt Trăng") (歩け歩け月までも） - 15. (473) (tên cũ: "Kẻ phàm ăn") (のび太のブラックホール） - 16. (474) (tên cũ: "Bà Chúa Tuyết") (雪アダプターいろいろあるよ） - 17. (475) (tên cũ: "Nôbita làm thủ tướng") (のび太の地底国） - 18. (476) (tên cũ: "Chiếc hộp bí mật") (タイムカプセル） |

| - 01. (477) (tên cũ: "Cao ốc cho thuê") (四次元たてましブロック） - 02. (478) (tên cũ: ""Thuần phục" Chaien") (のび太の調教師） - 03. (479) (tên cũ: "Tiểu thư và kẻ lang thang") (恋するドラえもん） - 04. (480) (tên cũ: "Trứng lộn dòng") (カッコータマゴ） - 05. (481) (tên cũ: "Búa tách đôi người") (分身ハンマー） - 06. (482) (tên cũ: "Máy bay côn trùng") (コンチュウ飛行機にのろう） - 07. (483) (tên cũ: "Sợi dây giúp việc") (細く長い友だち） - 08. (484) (tên cũ: "Ống nhòm giả định") (きりかえ式タイムスコープ） - 09. (485) (tên cũ: "Biển cấm đoán") (キンシひょうしき） - 10. (486) (tên cũ: "100 cú cốc đầu") (ポラマップスコープとポラマップ地図） - 11. (487) (tên cũ: "Bìa sách thông thái") (人間ブックカバー） - 12. (488) (tên cũ: "Băng thử nghiệm nghề nghiệp") (職業テスト腕章） - 13. (489) (tên cũ: "Trò chơi diện tử") (本物電子ゲーム） - 14. (490) (tên cũ: "Bảo vệ sinh vật hiếm") (のび太は世界にただ一匹） - 15. (491) (tên cũ: "Ai nhát hơn ai?") (○□恐怖症） - 16. (492) (tên cũ: "Những em bé khó bảo") (ジャイアンよい子だねんねしな） - 17. (493) (tên cũ: "Thế giới không có gương soi") (かがみのない世界） - 18. (494) (tên cũ: "Sứ mạnh tinh thần") (10分おくれのエスパー） - 19. (495) (tên cũ: "Quân bài đáng sợ") (しあわせトランプの恐怖） |

| - 01. (496) (tên cũ: "Thuốc viên "hóa mình"") (しりとり変身カプセル） - 02. (497) (tên cũ: "Cuộn băng đường chân trời") (地平線テープ） - 03. (498) (tên cũ: "Chúng mình là anh em") (兄弟シール） - 04. (499) (tên cũ: "Đánh tráo biển số nhà") (いれかえ表札） - 05. (500) (tên cũ: "Chịu đấu ăn... tiền") (ポカリ＝百円） - 06. (501) (tên cũ: "Truy tìm sinh vật lạ") (新種図鑑で有名になろう） - 07. (502) (tên cũ: "Con gái thật là rắc rối") (しずちゃんの心の秘密） - 08. (503) (tên cũ: "Pháp sư Nôbita") (ニンニン修業セット） - 09. (504) (tên cũ: "Những giấc mơ đẹp") (夢はしご） - 10. (505) (tên cũ: "Đội kịch nói lớp 3E") (なぜか劇がメチャクチャに） - 11. (506) (tên cũ: "Bí mật của Xêkô") (大ピンチ！ スネ夫の答案） - 12. (507) (tên cũ: "Hội "Những người chơi dây") (家元かんばん） - 13. (508) (tên cũ: "Tên không tặc xấu số") (のび太航空） - 14. (509) (tên cũ: "Phần thưởng thưởng của tiên ông") (神さまロボットに愛の手を！） - 15. (510) (tên cũ: "Chuyến đi buôn lỗ vốn") (キャラクター商品注文機） - 16. (511) (tên cũ: "Trò chơi lắp ráp mô hình") (百丈島の原寸大プラモ） - 17. (512) (tên cũ: "Chuyên gia nuôi cấy ngọc trai") (しんじゅ製造アコヤケース） |

| - 01. (513) (tên cũ: "Cánh cửa nhìn trộm") (のぞき穴ボード） - 02. (514) (tên cũ: "Máy "mô phỏng"") (機械化機） - 03. (515) (tên cũ: "Những người hầu khó bảo") (インスタントロボット） - 04. (516) (tên cũ: "Hành tinh cao su") (宇宙探検ごっこ） - 05. (517) (tên cũ: "Viên kẹo "ngáo ộp"") (ユーレイ暮らしはやめられない） - 06. (518) (tên cũ: "Cuộc chạy trốn của rôbôt") (プラモが大脱走） - 07. (519) (tên cũ: "Cô bé tóc vàng") (グンニャリジャイアン） - 08. (520) (tên cũ: "Máy thu mua đồ cũ") (自動買いとり機） - 09. (521) (tên cũ: "Bù nhìn Chaien") (あいつを固めちゃえ） - 10. (522) (tên cũ: "Bãi tắm trên vũ trụ") (広ーい宇宙で海水浴） - 11. (523) (tên cũ: "Bài học cho bọn săn trộm") (うら山のウサギ怪獣） - 12. (524) (tên cũ: "Thuốc tạo cảm hứng") (思いだせ！ あの日の感動） - 13. (525) (tên cũ: "Tấm thảm gây họa") (空飛ぶうす手じゅうたん） - 14. (526) (tên cũ: "Dọn nhà không tốn sức") (ペタンコアイロン） - 15. (527) (tên cũ: "Con chim én tội nghiệp") (ツバメののび太） - 16. (528) (tên cũ: "Trò bịp của Nôbita") (翼ちゃんがうちへきた） - 17. (529) (tên cũ: "Họa sĩ Chaikô") (まんが家ジャイ子先生） |

| - 01. (530) (tên cũ: "Quyển "từ điển sống"") (実物ミニチュア大百科） - 02. (531) (tên cũ: "Bộ sưu tập chân dung nghệ sĩ") (人気スターがまっ黒け） - 03. (532) (tên cũ: "Cá mập lên bờ") (空き地のジョーズ） - 04. (533) (tên cũ: "Ngân hàng cho vay cắt cổ") (フエール銀行） - 05. (534) (tên cũ: "Nhà vô địch ngủ") (ねむりの天才のび太） - 06. (535) (tên cũ: "Điện thoại đêm khuya") (真夜中の電話魔） - 07. (536) (tên cũ: "Chú voi con Titi") (野生ペット小屋） - 08. (537) (tên cũ: "Người hùng Nôbita") (クロマキーでノビちゃんマン） - 09. (538) (tên cũ: "Chaien lên tivi") (ジャイアンテレビにでる！） - 10. (539) (tên cũ: "Cùng nhau say xỉn") (ホンワカキャップ） - 11. (540) (tên cũ: "Hộp ghi nỗi nhớ") (ひさしぶりトランク） - 12. (541) (tên cũ: "Công tắc đổi phòng") (へやこうかんスイッチ） - 13. (542) (tên cũ: "Kính lúp dự báo") (することレンズ） - 14. (543) (tên cũ: "Tàu lượn cho trẻ em") (お子さまハングライダー） - 15. (544) (tên cũ: "Bài học cho kẻ lười biếng") (昔はよかった） - 16. (545) (tên cũ: "Kỹ sư Nôbita") (ハツメイカーで大発明） |

| - 01. (546) (tên cũ: "Cửa cống chặn thời gian") (時門で長～い一日） - 02. (547) (tên cũ: "Câu nhằm thủy quái") (海坊主がつれた！） - 03. (548) (tên cũ: "Con ma giúp việc") (つめあわせオバケ） - 04. (549) (tên cũ: "Bay lên, bay lên nào") (エスパースネ夫） - 05. (550) (tên cũ: "Chiếc gậy Môi-xen") (モーゼステッキ） - 06. (551) (tên cũ: "Chuyến di cư của khủng long") (恐竜さん日本へどうぞ） - 07. (552) (tên cũ: "Ngôi nhà vui nhộn") (よい家悪い家） - 08. (553) (tên cũ: "Máy ghi âm trò chơi") (録験機で楽しもう） - 09. (554) (tên cũ: "Nhánh cây tầm gửi") (やどり木で楽しく家出） - 10. (555) (tên cũ: "Quyển album kỳ lạ") (あとからアルバム） - 11. (556) (tên cũ: "Quần đùi Tác-giăng") (ターザンパンツ） - 12. (557) (tên cũ: "Sợi dây nam châm") (むすびの糸） - 13. (558) (tên cũ: "Vòng tròn an toàn") (バリヤーポイント） - 14. (559) (tên cũ: "Bức tường sinh động") (かべ景色きりかえ機） - 15. (560) (tên cũ: "Tác phẩm ăn khách") (まんがのつづき） - 16. (561) (tên cũ: "Tay lái siêu đẳng") (改造チョコＱ） - 17. (562) (tên cũ: "Cuộc chia tay thử nghiệm") (ためしにさようなら） |

| - 01. (563) (tên cũ: "Máy ảnh không gian ba chiều") (巨大立体スクリーンの中へ） - 02. (564) (tên cũ: "Chuyện lạ ở hành tinh đỏ") (のび太も天才になれる？） - 03. (564) (tên cũ: "Cần câu đồ vật") (落とし物つりぼり） - 04. (566) (tên cũ: "Khách sạn lừng danh") (オンボロ旅館をたて直せ） - 05. (567) (tên cũ: "Chuyên gia thiết kế mô hình") (超リアル・ジオラマ作戦） - 06. (568) (tên cũ: "Máy điều chỉnh từ xa") (ビデオ式なんでもリモコン） - 07. (569) (tên cũ: ""Ắt xì hơi" là... máy bay rơi") (フェザープレーン） - 08. (570) (tên cũ: "Không gian vô trọng lực") (野比家が無重力） - 09. (571) (tên cũ: "Sân bay vạn năng") (なんでも空港） - 10. (572) (tên cũ: "Đồng hồ định giờ") (時差時計） - 11. (573) (tên cũ: "Búa cắt nồi") (スネ夫のおしりがゆくえ不明） - 12. (574) (tên cũ: "Lạc vào thế giới cổ tích") (のび太シンデレラ） - 13. (575) (tên cũ: "Cái giá của đồng tiền") (大富豪のび太） - 14. (576) (tên cũ: "Mũi tên thần") (ほしい人探知機） - 15. (577) (tên cũ: "Búp bê hùng biện") (腹話ロボット） - 16. (578) (tên cũ: "Cuốn sách hấp dẫn") (本はおいしくよもう） - 17. (579) (tên cũ: "Các đấu trí giữa các nhà thám tử") (連想式推理虫メガネ） - 18. (580) (tên cũ: "Vĩnh biệt Xuka") (しずちゃんさようなら） |

| - 01. (581) (tên cũ: "Bức ảnh ma quái") (ポスターになったのび太） - 02. (582) (tên cũ: "Thần tượng Chaien") (フィーバー！！ ジャイアンＦ・Ｃ） - 03. (583) (tên cũ: "Tan tành giấc mơ tỷ phú") (地底のドライ・ライト） - 04. (584) (tên cũ: "Nghệ thuật trượt patanh") (どこでもだれでもローラースケート） - 05. (585) (tên cũ: "Công tắc hoán đổi") (あの道この道楽な道） - 06. (586) (tên cũ: "Chiếc vòng công lý") (大人をしかる腕章） - 07. (587) (tên cũ: "Thế giới bí mật") (鏡の中の世界） - 08. (588) (tên cũ: "Máy ảnh dự báo tương lai") (ユクスエカメラ） - 09. (589) (tên cũ: "Hãy trở về vị trí cũ") (横取りジャイアンをこらしめよう） - 10. (590) (tên cũ: "Ngày tận thế") (ハリーのしっぽ） - 11. (591) (tên cũ: "Thuốc biến thể") (サンタイン） - 12. (592) (tên cũ: "Súng hối thúc") (すぐやるガン） - 13. (593) (tên cũ: "Cần chì tự vệ") (いやになったらヒューズをとばせ） - 14. (594) (tên cũ: "Ống khói gây ô nghiễm") (ＳＬえんとつ） - 15. (595) (tên cũ: "Tấm bưu thiếp đặc biệt") (だせば当たる！！ けん賞用ハガキ） - 16. (596) (tên cũ: "Gia sư không mời mà đến") (ガッコー仮面登場） - 17. (597) (tên cũ: "Vĩnh biệt Kybô") (さらばキー坊） |

| - 01. (598) (tên cũ: "Những mẫu tự biết bay") (「ワ」の字で空をいく） - 02. (599) (tên cũ: "Xi-rô chống nóng") (エスキモー・エキス） - 03. (600) (tên cũ: "Ăng-ten báo cháy") (ヤジウマアンテナ） - 04. (601) (tên cũ: "Một lần làm hiệp sĩ") (フクロマンスーツ） - 05. (602) (tên cũ: "Mũ họa sĩ") (みたままベレーで天才画家） - 06. (603) (tên cũ: "Làm ảo thuật dễ ợt") (タネなしマジック） - 07. (604) (tên cũ: "Máy khoanh vùng thời gian") (一晩でカキの実がなった） - 08. (605) (tên cũ: "Thời gian thấm thoát thoi đưa") (「時」はゴウゴウと流れる） - 09. (606) (tên cũ: "Người mưa, kẻ nắng") (雨男はつらいよ） - 10. (607) (tên cũ: "Ở đâu về chỗ ấy") (自動返送荷札） - 11. (608) (tên cũ: "Súng hớp hồn") (たましいふきこみ銃） - 12. (609) (tên cũ: "Phiếu nhắc nhở") (シテクレジットカード） - 13. (610) (tên cũ: "Đã dặn mà không nghe") (変身・変身・また変身） - 14. (611) (tên cũ: "Băng cát-xét tài năng") (のび太もたまには考える） - 15. (612) (tên cũ: "Làm quen với động đất") (地震訓練ペーパー） - 16. (613) (tên cũ: "Ngủ trên thiên đường") (ひるねは天国で） - 17. (614) (tên cũ: "Buổi đi câu nhớ đời") (水たまりのピラルク） |

| - 01. (615) (tên cũ: "Đại bác truyền tin") (大砲でないしょの話） - 02. (616) (tên cũ: "Máy in tiếng noi") (ききがきタイプライター） - 03. (617) (tên cũ: "Núi vọng âm thanh") (ま夜中に山びこ山が！） - 04. (618) (tên cũ: "Ăn Tết một mình") (ぐ～たらお正月セット） - 05. (619) (tên cũ: "Xe hơi cải tiến") (さか道レバー） - 06. (620) (tên cũ: "Con gà có phép lạ") (レプリコッコ） - 07. (621) (tên cũ: "Bộ điều khiển từ xa") (空ぶりは巻きもどして…） - 08. (622) (tên cũ: "Nôbita bị phá sản") (ムリヤリキャッシュカード） - 09. (623) (tên cũ: "Ngôi nhà tình bạn") (しずちゃんとスイートホーム） - 10. (624) (tên cũ: "Nôbita bị mất... quần") (地球下車マシン） - 11. (625) (tên cũ: "Giải thưởng lớn của Chaien") (ジャイアンへのホットなレター） - 12. (626) (tên cũ: "Lọ nước thần") (動物変身恩返しグスリ） - 13. (627) (tên cũ: "Ngày nghỉ của Đôrêmon") (ドラえもんに休日を！！） - 14. (628) (tên cũ: "Búp bê đất sét") (ネンドロイド） - 15. (629) (tên cũ: "Những con thú nhồi bông") (なんでもぬいぐるみに…） - 16. (630) (tên cũ: "Tàu ngầm xuyên lòng đất") (ゼンマイ式潜地艦） - 17. (631) (tên cũ: "Chai thuốc khó ưa") (悪魔のイジワール） - 18. (632) (tên cũ: "Bản đồ dò cơn bão của Chaien") (ジャイアン台風接近中） - 19. (633) (tên cũ: "Mảnh đất người tí hon") (ドンジャラ村のホイ） |

| - 01. (634) (tên cũ: "Kẹo "ước gì được nấy"") (貸し切りチップ） - 02. (635) (tên cũ: "Giấc mơ trái ngược") (サカユメンでいい夢みよう） - 03. (636) (tên cũ: "Đến xứ người tý hon") (めいわくガリバー） - 04. (637) (tên cũ: "Ống bơ đại diện") (「そんざいかん」がのぞいてる） - 05. (638) (tên cũ: "Hơi ga trách nhiệm") (もりあがれ！ ドラマチックガス） - 06. (639) (tên cũ: "Âm thanh kỳ lạ") (ツモリナール） - 07. (640) (tên cũ: "Chaien đụng độ... Chaien") (ジャイアン反省・のび太はめいわく） - 08. (641) (tên cũ: "Con ong "cầu hòa"") (シズメバチの巣） - 09. (642) (tên cũ: "Đáng đời Nôbita") (タイムふしあな） - 10. (643) (tên cũ: "Lời sấm tiên tri") (大予言・地球の滅びる日） - 11. (644) (tên cũ: "Xin mời bố uống trà") (アドベン茶で大冒険） - 12. (645) (tên cũ: "Cầu thần linh phù hộ") (神さまごっこ） - 13. (646) (tên cũ: "Những kẻ thích đùa") (いたずらオモチャ化機） - 14. (647) (tên cũ: "Con ma báo thức") (オバケタイマー） - 15. (648) (tên cũ: "Những đứa con... khó dạy") (のび太の息子が家出した） - 16. (649) (tên cũ: "Thiết bị thăm dò siêu hiện đại") (断層ビジョン） - 17. (650) (tên cũ: ""Nhân giống" rượu Sakê") (酒の泳ぐ川） - 18. (651) (tên cũ: "Nàng tiên đáy giếng") (きこりの泉） - 19. (652) (tên cũ: "Ông thần rác") (天つき地蔵） |

| - 01. (653) (tên cũ: "Cuốn sách ma thuật") (魔法事典） - 02. (654) (tên cũ: "Công ty dịch vụ Nô-xu") (なんでもひきうけ会社） - 03. (655) (tên cũ: "Việc tốt tình cờ") (感覚モニター） - 04. (656) (tên cũ: "Linh hồn bảo vệ") (ロボット背後霊） - 05. (657) (tên cũ: "Đi mây về gió") (エレベーター・プレート） - 06. (658) (tên cũ: "Ăng-ten mất lòng tin") (自信ぐらつ機） - 07. (659) (tên cũ: "Quà tặng trong tấm khăn") (おみやげフロシキ） - 08. (660) (tên cũ: "Gậy tạo độ dốc") (リフトストック） - 09. (661) (tên cũ: "Những pha giật gân!") (ドッキリビデオ） - 10. (662) (tên cũ: "Nói dối quen mồm") (アトカラホントスピーカー） - 11. (663) (tên cũ: "Phong trào "nuôi chó đá"") (かわいい石ころの話） - 12. (664) (tên cũ: "Nàng tiên trong ống tre") (かぐやロボット） - 13. (665) (tên cũ: "Chú mèo dụ khách") (カムカムキャットフード） - 14. (666) (tên cũ: "Loa nói hộ") (ふきかえ糸電話） - 15. (667) (tên cũ: "Mình là bạn tốt của nhau") (たまごの中のしずちゃん） - 16. (668) (tên cũ: "Hãy tiêu diệt điểm "0"") (のび太の０点脱出作戦） - 17. (669) (tên cũ: "Ngộ không Nôbita") (クローンリキッドごくう） - 18. (670) (tên cũ: ""Cây gậy hay quên" và con ma ốm đói") (しかしユーレイはでた！） - 19. (671) (tên cũ: "Kéo "dứt khoát tư tưởng"") (大人気！ クリスチーネ先生） |

| - 01. (672) (tên cũ: "Bầu trời huyền ảo") (夜空がギンギラギン） - 02. (673) (tên cũ: "Chien lại biểu diễn") (またもジャイアンコンサート） - 03. (674) (tên cũ: "Đèn pin sinh sản") (時計はタマゴからかえる） - 04. (675) (tên cũ: "Nhân vật trong mơ") (ドリームプレーヤー） - 05. (676) (tên cũ: "Cái ngủ mày ngủ cho ngoan") (じゃま者をねむらせろ！） - 06. (677) (tên cũ: "Súng thay đổi dình dạng") (物体変換銃） - 07. (678) (tên cũ: "Hóa đơn trả đũa") (しかえし伝票） - 08. (679) (tên cũ: "Chiếc vòng kết bạn") (友だちの輪） - 09. (680) (tên cũ: "Ai là người nói dối?") (どっちがウソか！ アワセール） - 10. (681) (tên cũ: "Bùa hộ mệnh") (ききめ一番やくよけシール） - 11. (682) (tên cũ: "Hộp mộng du") (ねながらケース） - 12. (683) (tên cũ: "Cuộc phiêu lưu trên trang sách") (冒険ゲームブック） - 13. (684) (tên cũ: "Lá tạo gió") (バショー扇の使いみち） - 14. (685) (tên cũ: "Bay bổng bằng... cần câu!") (かるがるつりざお） - 15. (686) (tên cũ: "Cùng đi hái nấm") (箱庭で松たけがり） - 16. (687) (tên cũ: "Hãy để tôi yên") (無人境ドリンク） - 17. (688) (tên cũ: "Khách sạn thời kỳ đồ đá") (石器時代のホテル） - 18. (689) (tên cũ: "Đèn đông cứng") (カチンカチンライト） - 19. (690) (tên cũ: "Khẩu pháo vô địch") (スネ夫の無敵砲台） |

| - 01. (691) (tên cũ: "Lạc vào xứ thần tiên") (メルヘンランド入場券） - 02. (692) (tên cũ: "Ông thần Nôbita") (のび太 神さまになる） - 03. (693) (tên cũ: "Ăn trộm trí nhớ") (メモリーディスク） - 04. (694) (tên cũ: "Mũ "chấp điểm lợi thế"") (ハンディキャップ） - 05. (695) (tên cũ: ""Hiến pháp" của Nôbita") (十戒石板） - 06. (696) (tên cũ: "Sáng kiến kinh doanh") (厚みぬきとりバリ） - 07. (697) (tên cũ: "Đôi giày siêu tốc") (乗りものぐつでドライブ） - 08. (698) (tên cũ: "Thuốc nói thật") (ジャストホンネ） - 09. (699) (tên cũ: "Hòn đảo trên mây") (手作りの雲は楽しいね） - 10. (700) (tên cũ: "Đường hầm thoát hiểm") (ぬけ穴ボールペン） - 11. (701) (tên cũ: "Mũ đọc ý nghĩ") (さとりヘルメット） - 12. (702) (tên cũ: "Quả bóng tìm bạn") (風船がとどけた手紙） - 13. (703) (tên cũ: "Chuyển dịch dấu vết") (ずらしんぼ） - 14. (704) (tên cũ: "Người đi xuyên tường") (四次元若葉マーク） - 15. (705) (tên cũ: "Khi đồ vật lên tiếng") (ざぶとんにもたましいがある） - 16. (706) (tên cũ: "Tiếng hát giết người") (ジャイアン殺人事件） - 17. (707) (tên cũ: "Kỹ sư kỳ tài") (のび太の模型鉄道） - 18. (708) (tên cũ: "Chàng trai tháo vát") (ロビンソンクルーソーセット） - 19. (709) (tên cũ: "Dọn vệ sinh bằng cơn lốc") (ねじ式台風） - 20. (710) (tên cũ: "Gương thể hiện") (具象化鏡） - 21. (711) (tên cũ: "Kẹo quảng cáo") (虹のビオレッタ） |

| - 01. (712) (tên cũ: "Vương quốc Nôbita") (おこのみ建国用品いろいろ） - 02. (713) (tên cũ: "Lâu đài ảo ảnh") (またまた先生がくる） - 03. (714) (tên cũ: "Găng tay đổi vị trí") (あとはおまかせタッチてぶくろ） - 04. (715) (tên cũ: "Thuốc trả đũa") (恐怖のたたりチンキ） - 05. (716) (tên cũ: "Trứng tạo ra người") (架空人物たまご） - 06. (717) (tên cũ: "Bộ máy hoàn thiện") (顔か力かＩＱか） - 07. (718) (tên cũ: "Chien giải nghệ") (ふつうの男の子にもどらない） - 08. (719) (tên cũ: "Thông tấn xã Nôbita") (レポーターロボット） - 09. (720) (tên cũ: "Ống kính tạo hình") (フリーサイズぬいぐるみカメラ） - 10. (721) (tên cũ: "Máy thu năng lương bão") (台風トラップと風蔵庫） - 11. (722) (tên cũ: "Tớ hứa sẽ tập trung hơn") (環境スクリーンで勉強バリバリ） - 12. (723) (tên cũ: "Người bảo vệ vô hình") (モーテン星） - 13. (724) (tên cũ: "Cuốn tranh truyện của bố") (タイム・ルーム 昔のカキの物語） - 14. (725) (tên cũ: "Tính cách của Xêkô") (スネ夫は理想のお兄さん） - 15. (726) (tên cũ: "Khí cầu Đôrêmi") (ミニ熱気球） - 16. (727) (tên cũ: "Mẹ ơi, trả tiền cho con!") (人間貯金箱製造機） - 17. (728) (tên cũ: "Những cuốn sách biết bay") (空とぶマンガ本） - 18. (729) (tên cũ: "Tâm sự của Chaikô") (泣くなジャイ子よ） - 19. (730) (tên cũ: "Anh chàng tháo vát") (しずちゃんをとりもどせ） |

| - 01. (731) (tên cũ: "Chiêu mộ nhân tài") (左、直、右、右、左） - 02. (732) (tên cũ: "Con ma vệ sĩ") (みえないボディガード） - 03. (733) (tên cũ: "Chiếc kèn tài hoa") (ハメルンチャルメラ） - 04. (734) (tên cũ: "Thẻ mượn sách tương lai") (未来図書券） - 05. (735) (tên cũ: "Đôi tay cho mướn") (つづきをヨロシク） - 06. (736) (tên cũ: "Đôrêmini") (ぼくミニドラえもん） - 07. (737) (tên cũ: "Hai "tên" do thám") (出ちょう口目） - 08. (738) (tên cũ: "Chiếc khăn biến hóa") (マジックの使い道） - 09. (739) (tên cũ: "Ở nhà cao tầng thích không?") (野比家は三十階） - 10. (740) (tên cũ: "Bom hẹn giờ") (時限バカ弾） - 11. (741) (tên cũ: "Bộ sưu tập côn trùng sống") (世界の昆虫を集めよう） - 12. (742) (tên cũ: "Bình xịt "trở về chỗ cũ"") (落としものカムバックスプレー） - 13. (743) (tên cũ: "Đảo ác thú") (無人島の大怪物） - 14. (744) (tên cũ: "Buổi chiêu đãi của Chaien") (恐怖のディナーショー） - 15. (745) (tên cũ: "Lịch điều chỉnh khí cầu") (気まぐれカレンダー） - 16. (746) (tên cũ: "Máy phác họa ký ức") (いつでもどこでもスケッチセット） - 17. (747) (tên cũ: "Chiếc cân kỳ lạ") (ふんわりズッシリメーター） - 18. (748) (tên cũ: "Chuyện lạ đêm khuya") (深夜の町は海の底） |

| - 01. (749) (tên cũ: "Lệnh truy nã") (町内突破大作戦） - 02. (750) (tên cũ: "Ngôi đền linh thiêng") (断ち物願かけ神社） - 03. (751) (tên cũ: "Bản vẽ sinh động") (けしきカッター） - 04. (752) (tên cũ: "Ăn bằng... mắt") (目は口ほどに物を食べ） - 05. (753) (tên cũ: "Hơi ga sở hữu") (あなただけの物ガス） - 06. (754) (tên cũ: "Trò chơi trốn tìm") (かくれん棒） - 07. (755) (tên cũ: "Kho báu ngoài vườn") (もぐれ！ ハマグリパック） - 08. (756) (tên cũ: "Thuốc nói ít hiểu nhiều") (ツーカー錠） - 09. (757) (tên cũ: "Máy hút chữ") (万能クリーナー） - 10. (758) (tên cũ: "Tàu ngầm bằng giấy") (深海潜水艇たった二百円！！） - 11. (759) (tên cũ: "Máy phát sóng thôi miên") (運動神経コントローラー） - 12. (760) (tên cũ: "Tự phán thân mình") (半分の半分のまた半分…） - 13. (761) (tên cũ: "Xe đồ chơi") (実用ミニカーセット） - 14. (762) (tên cũ: "Điều ước của Xuka") (男女入れかえ物語） - 15. (763) (tên cũ: "Máy như ý") (やりすぎ！ のぞみ実現機） - 16. (764) (tên cũ: "Bình thu năng lượng") (感情エネルギーボンベ） - 17. (765) (tên cũ: "Món quà sinh nhật") (ふたりっきりでなにしてる？） - 18. (766) (tên cũ: "Biết đi đường nào") (右か左か人生コース） - 19. (767) (tên cũ: "Đại bách khoa toàn thư") (宇宙完全大百科） |

| - 01. (768) (tên cũ: "Mẹ ơi! Con đã hóa mèo") (ネコののび太いりませんか） - 02. (769) (tên cũ: "Nhiếp ảnh gia đại tài") (万能プリンター） - 03. (770) (tên cũ: "Lý lẽ của kẻ lười") (上げ下げくり） - 04. (771) (tên cũ: "Điện thoại thuê bao") (かしきり電話） - 05. (772) (tên cũ: "Rôbôt Nôbita") (コピー頭脳でラクしよう） - 06. (773) (tên cũ: "Kẻ thách thức Chien") (男は決心！） - 07. (774) (tên cũ: "Máy tạo thời tiết") (まわりのお天気集めよう） - 08. (775) (tên cũ: "Đi tu dễ hay khó") (仙人らくらくコース） - 09. (776) (tên cũ: "Máy "Vôtucôpy"") (タイムコピー） - 10. (777) (tên cũ: "Bộ điều khiển người từ xa") (人間リモコン） - 11. (778) (tên cũ: "Vùng mỏ bánh rán") (合成鉱山の素） - 12. (779) (tên cũ: "Hòn đá ác nghiệt") (強～いイシ） - 13. (780) (tên cũ: "Hơi ga hoàn thiện") (へたうまスプレー） - 14. (781) (tên cũ: "Vận xui của Nôbita") (ラジ難チュー難の相？） - 15. (782) (tên cũ: "Hãy bảo vệ Trái Đất") (宇宙戦艦のび太を襲う） - 16. (783) (tên cũ: "Cây trái mọc trong nhà") (食べて歌ってバイオ花見） - 17. (784) (tên cũ: "Chuyện tình của ông Nôbi") (のび太が消えちゃう？） - 18. (785) (tên cũ: "Chàng búp bê đi lạc") (ジャックとベティとジャニー） |

| - 01. (786) (tên cũ: "Súng thế mạng") (人の身になるタチバガン） - 02. (787) (tên cũ: "Cuốn sách truyền hình") (現実中継絵本） - 03. (788) (tên cũ: "Tái tạo thời gian") (ムシャクシャカーッとしたら） - 04. (789) (tên cũ: "Cửa hàng một giá") (十円なんでもストア） - 05. (790) (tên cũ: "Tâm sự của Chaien") (恋するジャイアン） - 06. (791) (tên cũ: "Con ngựa Saiô") (サイオー馬） - 07. (792) (tên cũ: "Chiếc mũ thôi miên") (たくはいキャップ） - 08. (793) (tên cũ: "Máy chuyển thể phim hoạt hình") (アニメばこ） - 09. (794) (tên cũ: "Hơi ga tăng hiệu quả") (おれさまをグレードアップ） - 10. (795) (tên cũ: "Đứa trẻ gương mẫu") (のび太の名場面） - 11. (796) (tên cũ: "Cuộc tập kích trên không") (手作りミサイル大作戦） - 12. (797) (tên cũ: "Sống khỏi cần ăn") (腹ぺこのつらさ知ってるかい） - 13. (798) (tên cũ: "Phát hiện dấu chân khủng long") (恐竜の足あと発見） - 14. (799) (tên cũ: "Bộ tranh nhử côn trùng") (虫よせボード） - 15. (800) (tên cũ: "Đệm đa năng") (バランストレーナー） - 16. (801) (tên cũ: "Thời tiết đóng hộp") (季節カンヅメ） - 17. (802) (tên cũ: "Kịch bản hay nhất của Chaikô") (ジャイ子の新作まんが） - 18. (803) (tên cũ: "Du lịch đến Haoai") (ハワイがやってくる） - 19. (804) (tên cũ: "Cắt biển mang về nhà") (海をひと切れ切りとって） - 20. (805) (tên cũ: "Kho báu trong vũ trụ") (宝星） - 21. (806) (tên cũ: "Bút gửi đồ (ブラック・ホワイトホールペン） |

| - 01. (807) (tên cũ: "Phao bơi bằng khói") (うきわパイプ） - 02. (808) (tên cũ: "Đôrêmon bị ốm") (ドラえもんが重病に？） - 03. (809) (tên cũ: "Bình dưỡng khí cực mạnh") (強力ハイポンプガス） - 04. (810) (tên cũ: "Phiêu lưu tới đảo giấu vàng") (南海の大冒険） - 05. (811) (tên cũ: "Bộ mô hình sinh vật") (自然観察プラモシリーズ） - 06. (812) (tên cũ: "Một lần đi chơi núi") (四次元くずかご） - 07. (813) (tên cũ: "Tàu chiến trong chai") (ボトルシップ大海戦） - 08. (814) (tên cũ: "Tôi không thích làm người lớn") (タイムワープリール） - 09. (815) (tên cũ: "Trò chơi cờ người") (人間すごろく） - 10. (816) (tên cũ: "Hình nhân thế mạng") (身がわり紙人形） - 11. (817) (tên cũ: "Mùa hoa anh đào") (何が何でもお花見を） - 12. (818) (tên cũ: "Vi-rút "Nôbita"") (人間うつしはおそろしい） - 13. (819) (tên cũ: "Công ty chuyển phát nhanh") (地図ちゅうしゃき） - 14. (820) (tên cũ: "Chất lỏng kỳ diệu") (トロリン） - 15. (821) (tên cũ: "Hành tinh Garapa") (ガラパ星からきた男） |

| - 01. Tặng Doraemon cho cậu đó (ドラえもんあげる Doraemon Ageru) - 02. Cuối cùng Doraemon cũng xuất hiện (ドラえもんがやってきた Doraemon ga Yattekita) - 03. Doraemon xuất hiện (ドラえもん登場！ Doraemon Tōjō!) - 04. Chú mèo máy đến từ tương lai (未来から来たドラえもん Mirai kara Kita Doraemon) - 05. Người bạn trong ngăn kéo (机からとび出したドラえもん Tsukue kara Tobi Dashita Doraemon) - 06. Người bạn đến từ tương lai (未来の国からはるばると Mirai no Kuni kara Harubaru to) - 07. Jaiko, vợ yêu dấu (愛妻ジャイ子！？) - 08. Nhà mình đi leo núi (ハイキングに出かけよう) - 09. Quảng cáo tác phẩm mới (新連載の予告) - 10. Doraemon ra đời (ドラえもん誕生) - Chú giải: Từng truyện/Bối cảnh truyện ngắn "Doraemon ra đời" (解説： 各話解説／「ドラえもん誕生」の背景) - Nhìn lại trọn bộ "Doraemon" truyện ngắn 45 tập (「ドラえもん」全45巻収録作品一覧) |

## Doraemon Plus
| - 01. Khăn trải bàn đầu bếp (グルメテーブルかけ) - 02. Găng tay cù léc (コチョコチョ手ぶくろ) - 03. Thay đổi tương lai (ぼくを止めるのび太) - 04. Tem thay thế (代用シール) - 05. Đám mây phân thân (半分おでかけ雲) - 06. Sôcôla đồng lòng (ココロチョコ) - 07. Chú chó giữ bí mật (ヒミツゲンシュ犬) - 08. Máy quay săn đuổi (おいかけテレビ) - 09. Mũ bong bóng tập trung tư tưởng (集中力増強シャボンヘルメット) - 10. Máy in ảnh theo ý muốn (おこのみフォト・プリンター) - 11. Thỏi son con voi (ゾウ印口ベに) - 12. Hoa thu âm (ろく音フラワー) - 13. Chân nến tạo ảo giác (しん気ろうそく立て) - 14. Con ong may mắn (ハチにたのめばなんとかなるさ) - 15. Máy hát nói trước tương lai (みらいラジオ) - 16. Khăn taxi (ふろしきタクシー) - 17. Vé rùng rợn (スリルチケット) - 18. Xui xẻo vẫn hoàn xui xẻo (不運は、のび太のツヨーイ味方！？) - 19. Nuôi thú dữ trong nhà (強いペットがほしい) - 20. Lắng nghe tiếng côn trùng (虫の声を聞こう) - 21. Thiết bị bảo vệ phòng (ルームガードセット) - 22. Cuộc chiến giữa hai bản chất (きらいなテストにガ～ンバ！) |

| - 01. (023) Quạt đổi ý (変心うちわ) - 02. (024) Kẻ đánh cắp huy hiệu (バッジどろぼう) - 03. (025) Que nhang sợ hãi (ゾクゾク線香) - 04. (026) Tivi thế chỗ (身代わりテレビ) - 05. (027) Khói tàng hình (ドロン巻き物) - 06. (028) Trừng trị đầu gấu (なぐられたってへっちゃらだい) - 07. (029) Cây Camêra (光ファイバーつた) - 08. (030) Công-tơ an ủi (いやな目メーター) - 09. (031) Trốn khỏi địa cầu (地球脱出計画) - 10. (032) Súng mệnh lệnh (命れいじゅう) - 11. (033) Ghế đạo diễn giấc mơ (ユメかんとくいす) - 12. (034) Dung dịch phục hồi (全体復元液) - 13. (035) Siêu nhân Chaien (スーパージャイアン) - 14. (036) Ai lơ đãng hơn ai? (夢中機を探せ) - 15. (037) Còi tập hợp (呼びつけブザー) - 16. (038) Hạ gục Chaien (大きくなってジャイアンをやっつけろ) - 17. (039) Bố bị mất tiền (月給騒動) - 18. (040) Nốt ruồi lập trình (人間プログラミングほくろ) - 19. (041) Vệ tinh maratông (ピンチランナー) - 20. (042) Bút bi vật nuôi (ペットペン) - 21. (043) Súng thời gian (タイムピストルで"じゃま物"は消せ) |

| - 01. (044) Máy ảnh "chụp" âm thanh (サウンドカメラ) - 02. (045) Mắt kính thi gan (きもだめしめがね) - 03. (046) Một ngày không có Đôrêmon (ドラえもんがいなくてもだいじょうぶ！？) - 04. (047) Huy hiệu "đào hoa" (みせかけモテモテバッジで大さわぎ) - 05. (048) Truy tìm dấu tích quá khứ (そのときどこにいた) - 06. (049) Ai gan dạ nhất? (お化けツヅラ) - 07. (050) Bom đảo ngược tình thế (一発逆転ばくだん) - 08. (051) Chiếc vòng ban ơn (アリガターヤ) - 09. (052) Du lịch trên bản đồ (室内世界旅行セット) - 10. (053) Người bạn chính nghĩa (正義のパトカー) - 11. (054) Giấy giảm trọng lượng (トビレットペーパー) - 12. (055) Bong bóng nhân bản (あやつりそっくりふうせん) - 13. (056) Thẻ giữ đồ tạm thời (一時あずけカード) - 14. (057) Hạt tiêu đại bác (ばくはつこしょう) - 15. (058) Đèn tạo ảo ảnh (ホログラ機) - 16. (059) Rùa vẫn hoàn rùa (スピード増感ゴーグル) - 17. (060) Máy gây sợ hãi (苦手つくり機) - 18. (061) Soji thông minh (ペッター) - 19. (062) Kẹo quyết tâm (シャラガム) - 20. (063) Bộ điều khiển hành vi (筋肉コントローラー) - 21. (064) Gián giúp việc (ゴキブリカバー) |

| - 01. (065) Đôi mắt quyến rũ (百万ボルトひとみ) - 02. (066) Máy ảnh chớp thời cơ (「チャンスカメラ」で特ダネ写真を…) - 03. (067) Bút tạo ảo ảnh (みせかけ落がきペン) - 04. (068) Ông già Nôen tí hon (ミニサンタ) - 05. (069) Mật thư chỉ chỗ (宝さがしペーパー) - 06. (070) Chiếc vòng kim cô (風の子バンド) - 07. (071) Chú chó trung thành (チューケンパー) - 08. (072) Quái vật trên núi tuyết (雪男のアルバイト) - 09. (073) Điện thoại truyền hình (テレテレホン) - 10. (074) Mô hình bằng kẹo cao su (イメージガム) - 11. (075) Máy dự báo tai họa (災難予報機) - 12. (076) Dịch vụ huấn luyện vật nuôi (動物くんれん屋) - 13. (077) Máy bay đánh hơi (でんしょひこうき) - 14. (078) Biển báo mini (交通ひょうしきステッカー) - 15. (079) Tai nạn khinh khí cầu (エネルギーせつやく熱気球) - 16. (080) Con ma báo thù (ウラメシズキン) - 17. (081) Huy hiệu đồng minh (なかまバッジ) - 18. (082) Đồng hồ đặt kế hoạch (人間用タイムスイッチ) - 19. (083) Việc tốt tình cờ (万能グラス) - 20. (084) Mèo dụ đến, chó đuổi đi (ドラえもんとドラミちゃん) |

| - 01. (085) Thuốc khắc phục điểm yếu (「スパルタ式にが手こくふく錠」と「にが手タッチバトン」) - 02. (086) Máy thu giấc mơ (ユメコーダー) - 03. (087) Nấm nghe trộm (ないしょ話…) - 04. (088) Ảnh điều hòa không khí (エアコンフォト) - 05. (089) Bí mật của nữ danh ca (人気歌手翼ちゃんの秘密) - 06. (090) Chiếc ô hút sao băng (流れ星ゆうどうがさ) - 07. (091) Mũ vâng lời (イイナリキャップ) - 08. (092) Vỏ ốc thần (そうなる貝セット) - 09. (093) Tuyết tháng ba (三月の雪) - 10. (094) Bản đồ thần kỳ (まほうの地図) - 11. (095) Robot an ủi (いたわりロボット) - 12. (096) Máy đàm thoại giả tưởng (架空通話アダプター) - 13. (097) Bọ rệp giám sát (無視虫) - 14. (098) Đồng hồ thiết lập giao thông (こうつうきせいタイマー) - 15. (099) Giấy nổ (かんしゃく紙) - 16. (100) Keo hợp thể (「合体ノリ」でハイキング) - 17. (101) Tên lửa bút chì (ペンシル・ミサイルと自動しかえしレーダー) - 18. (102) Thuốc tăng lực siêu nhân (強力ウルトラスーパーデラックス錠) - 19. (103) Mũ xưng tội (ざんげぼう) - 20. (104) 45 năm sau (45年後……) |

| - 1. (105) Báo thức tự giác (セルフアラーム) - 2. (106) Gia sư đáng ghét (にっくきあいつ) - 3. (107) Hạnh phúc ngập tràn với "Máy tích tiểu"? (「チリつもらせ機」で幸せいっぱい？) - 4. (108) Bộ đồ nghề tòa soạn báo (新聞社ごっこセット) - 5. (109) Cây sáo đuổi gián (ごきぶりふえ) - 6. (110) Boong tàu dính chặt (ペタリ甲板) - 7. (111) Hộp sưu tập mẫu vật (標本採集箱) - 8. (112) Bong bóng nước mũi (はなバルーン) - 9. (113) Nốt ruồi sao chép (うつしぼくろ) - 10. (114) Bom dán hẹn giờ (チクタクボンワッペン) - 11. (115) Chuyển giận thành nóng (カッカホカホカ) - 12. (116) Cao dán ếch ộp (ケロンパス) - 13. (117) Bộ đồ nghề bình minh đầu năm mới" (初日の出セット) - 14. (118) Robot người tuyết (ロボット雪だるま) - 15. (119) Thuốc uống cảm động (カンゲキドリンク) - 16. (120) Con chip hoàn thành giấc mơ (ユメ完結チップ) - 17. (121) Bánh mì nuốt không trôi (クエーヌパン) - 18. (122) Trả đũa bằng kho trung thần (チューシン倉でかたきうち) - 19. (123) Máy dò tìm chủ nhân (持ち主あて機) - 20. (124) Thực phẩm chủ nào tớ nấy (そっくりペットフード) - 21. (125) Gậy hoán đổi thân xác (身がわりバー) |

| - 01. (126) つきぬけざぶとん () - 02. (127) かわり絵ミラー () - 03. (128) 高層マンション脱出大作戦 () - 04. (129) ミニたいふう () - 05. (130) ドラえもんの歌 () - 06. (131) 手足につけるミニ頭 () - 07. (132) のび太放送協会 () - 08. (133) ジャイアン乗っとり () - 09. (134) タヌキさいふ () - 10. (135) サンキューバッジ () - 11. (136) 宝さがし () - 12. (137) ショージキデンパ () - 13. (138) 猛獣ならし手ぶくろ () - 14. (139) アニメスプレー () - 15. (140) 手作りおもちゃ () - 16. (141) お返しハンド () - 17. (142) ツチノコさがそう () - 18. (143) 万能テントですてきなキャンプ () - 19. (144) 七万年前の日本へ行こう () - 20. (145) 答え一発！ みこみ予ほう機 () |

## Fujiko F. Fujio Đại tuyển tập
| #  | Ngày phát hành gốc   | ISBN gốc               | Ngày phát hành tại Việt Nam | ISBN Việt Nam          |
| -- | -------------------- | ---------------------- | --------------------------- | ---------------------- |
| 1  | 24 tháng 7 năm 2009  | ISBN 978-4-09-143403-6 | 30 tháng 6 năm 2017         | ISBN 978-604-2-09280-7 |
| 2  | 25 tháng 8 năm 2009  | ISBN 978-4-09-143405-0 | 24 tháng 11 năm 2017        | ISBN 978-604-2-09281-4 |
| 3  | 23 tháng 10 năm 2009 | ISBN 978-4-09-143411-1 | 26 tháng 1 năm 2018         | ISBN 978-604-2-09906-6 |
| 4  | 25 tháng 12 năm 2009 | ISBN 978-4-09-143417-3 | 30 tháng 3 năm 2018         | ISBN 978-604-2-10328-2 |
| 5  | 25 tháng 1 năm 2010  | ISBN 978-4-09-143418-0 | 25 tháng 5 năm 2018         | ISBN 978-604-2-10329-9 |
| 6  | 25 tháng 3 năm 2010  | ISBN 978-4-09-143425-8 | 27 tháng 7 năm 2018         | ISBN 978-604-2-14956-3 |
| 7  | 23 tháng 4 năm 2010  | ISBN 978-4-09-143426-5 | 31 tháng 8 năm 2018         | ISBN 978-604-2-14957-0 |
| 8  | 25 tháng 6 năm 2010  | ISBN 978-4-09-143433-3 | 28 tháng 9 năm 2018         | ISBN 978-604-2-14958-7 |
| 9  | 25 tháng 8 năm 2010  | ISBN 978-4-09-143435-7 | 26 tháng 10 năm 2018        | ISBN 978-604-2-14959-4 |
| 10 | 25 tháng 10 năm 2010 | ISBN 978-4-09-143441-8 | 30 tháng 11 năm 2018        | ISBN 978-604-2-14960-0 |
| 11 | 25 tháng 11 năm 2010 | ISBN 978-4-09-143443-2 | 21 tháng 1 năm 2019         | ISBN 978-604-2-15121-4 |
| 12 | 25 tháng 3 năm 2011  | ISBN 978-4-09-143454-8 | 29 tháng 3 năm 2019         | ISBN 978-604-2-12271-9 |
| 13 | 25 tháng 4 năm 2011  | ISBN 978-4-09-143457-9 | 24 tháng 5 năm 2019         | ISBN 978-604-2-12272-6 |
| 14 | 24 tháng 6 năm 2011  | ISBN 978-4-09-143463-0 | 19 tháng 7 năm 2019         | ISBN 978-604-2-12273-3 |
| 15 | 22 tháng 9 năm 2011  | ISBN 978-4-09-143469-2 | 20 tháng 9 năm 2019         | ISBN 978-604-2-12274-0 |
| 16 | 25 tháng 11 năm 2011 | ISBN 978-4-09-143475-3 | 15 tháng 11 năm 2019        | ISBN 978-604-2-12275-7 |
| 17 | 24 tháng 2 năm 2012  | ISBN 978-4-09-143483-8 |                             |                        |
| 18 | 25 tháng 4 năm 2012  | ISBN 978-4-09-143489-0 |                             |                        |
| 19 | 25 tháng 6 năm 2012  | ISBN 978-4-09-143494-4 |                             |                        |
| 20 | 25 tháng 9 năm 2012  | ISBN 978-4-09-143501-9 |                             |                        |

## Truyện tranh khác
- Truyện dài Doraemon
- Truyện tranh liên quan: Đội quân Doraemon, Doraemon bóng chày
- Các truyện tranh Doraemon khác